# Фабио Аурелио
Фабио Аурелио Родригес (порт. Fábio Aurélio Rodrigues; 24. септембар 1979) бивши је бразилски фудбалер који је играо на позицијама левог бека и левог крила.
Наступао је за Сао Пауло, Валенсију, Ливерпул и Гремио.
Представљао је Бразил на Летњим олимпијским играма 2000. Године 2009. позван је у сениорску репрезентацију Бразила за пријатељске утакмице, али их је пропустио због повреде.

## Успеси
Валенсија
- Ла лига: 2001/02, 2003/04.
- Куп УЕФА: 2003/04.
- УЕФА суперкуп: 2004.

Ливерпул
- ФА Комјунити шилд: 2006.
- Лига куп: 2011/12.